# M.K. Stalin
Muthuvel Karunanidhi Stalin (tamil. மு.க. ஸ்டாலின்; ur. 1 marca 1953 w Madrasie) – indyjski polityk, aktor i producent filmowy, burmistrz Madrasu (1996–2002), wicepremier rządu stanowego Tamilnadu (2009-2011), zastępca sekretarza generalnego Dravida Munnetra Kazhagam. Syn tamilskiego polityka i filmowca, Muthuvela Karunanidhiego.

## Działalność polityczna
Imię otrzymał na pamiątkę zmarłego w roku jego narodzin radzieckiego dyktatora. W życie polityczne zaangażował się w wieku czternastu lat, występując na kilku wiecach wyborczych DMK. W 1973 został wybrany członkiem Komitetu Generalnego tej partii. W 1975 został aresztowany za protestowanie przeciwko wprowadzeniu stanu wyjątkowego. Zaangażował się w utworzenie organizacji młodzieżowej DMK, stał na jej czele przez przeszło 30 lat (do 2017). Po raz pierwszy dostał się do Zgromadzenia Ustawodawczego Tamilnadu w 1989. W 1996 ponownie uzyskał mandat, został też pierwszym burmistrzem Madrasu wybranym w wyborach powszechnych. Pięć lat później uzyskał reelekcję, jednak ówczesna premier Jayaram Jayalalitha doprowadziła do uchwalenia prawa o niemożności zajmowania jednocześnie stanowisk w administracji stanowej i miejskiej. W tej sytuacji Stalin, który od 2001 roku był także deputowanym do Zgromadzenia Ustawodawczego, musiał ustąpić ze stanowiska burmistrza. Po zwycięstwie DMK w wyborach stanowych w 2006 został mianowany ministrem przemysłu, administracji lokalnej i rozwoju obszarów miejskich w piątym gabinecie swego ojca. W 2008 przejął kontrolę nad finansami DMK, jako skarbnik macierzystej partii. W 2009 objął dodatkowo stanowisko wicepremiera. Zajmował je do 2011. W wyborach stanowych z 2011 i 2016 uzyskiwał reelekcję. W maju 2016 został liderem opozycji w tamilskim Zgromadzeniu Ustawodawczym. 4 stycznia 2017 został mianowany roboczym przewodniczącym DMK, zachowując jednocześnie dotychczasowe stanowisko partyjnego skarbnika.

## Działalność artystyczna
Pierwszy raz zagrał jako aktor w sztuce teatralnej Murase Muzhangu na scenie NK T Kala Mandapam w Triplicane w obecności M.G. Ramachandrana. Potem grał w sztukach Dindigul Theerpu, Needi Devanin Mayakkam i Nalai Namade propagując na scenie ideały DMK. W grudniu 1975 roku na konferencji tej partii zwrócił uwagę delegatów swoją grą w sztuce Vetri Namade. Potem oprócz występów w telewizyjnych operach mydlanych wystąpił w dwóch filmach, które nie cieszyły się popularnością u widzów. W drugoplanowych rolach:

### Jako aktor
- Ore Ratham (1987) u boku Kathika i Seethy[15]
- Makkal Aanaiyittal (1988) u boku Vijayakantha i Rekhy
- Kurinji Malar (serial telewizyjny)
- Surya (serial telewizyjny)

### Jako producent[16]
- Nambikkai Natchathiram (1975)

## Publikacje książkowe[17]
- Payana Siragugal

## Wyróżnienia
- Doktorat honorowy Anna University (2009)[18]